# Dominik Jefriemow
Dominik Iwanowicz Jefriemow, właśc. Michaił Jefriemowicz Sztejnman (ros. Доминик Иванович Ефремов (Михаил Ефремович Штейнман), ur. w grudniu 1881 we wsi Višķi w guberni inflanckiej, zm. 19 lipca 1925 w Moskwie) – radziecki polityk, wojskowy, działacz partyjny.

## Życiorys
Studiował w Petersburskim Instytucie Górniczym, 1902 wstąpił do SDPRR, po rozłamie w partii bolszewik, 1903 aresztowany i skazany na zesłanie na Syberię, skąd 1905 zbiegł. W 1907 ponownie aresztowany i zesłany, zbiegł, w listopadzie 1917 był członkiem Moskiewskiego Komitetu SDPRR(b), później członkiem rejonowego komitetu wojskowo-rewolucyjnego w Moskwie. Od 12 kwietnia do 19 maja 1918 sekretarz odpowiedzialny moskiewskiego biura obwodowego RKP(b), od maja do 27 lipca 1918 sekretarz odpowiedzialny Moskiewskiego Komitetu Miejskiego RKP(b), od 27 lipca do września 1918 członek Sekretariatu Moskiewskiego Komitetu Miejskiego RKP(b), następnie szef Wydziału Politycznego Frontu Południowego i szef Wydziału Politycznego 10 Armii. Od stycznia do października 1919 członek Rady Wojskowo-Rewolucyjnej 10 Armii, od 27 września 1919 do 13 stycznia 1920 sekretarz odpowiedzialny Moskiewskiego Komitetu Miejskiego RKP(b), 1920 komisarz Kolei Donieckiej, 1921 członek Prezydium Krymskiego Komitetu Obwodowego RKP(b), później członek Kolegium Rady Komisarzy Ludowych Krymskiej ASRR, przewodniczący Krymsojuza i do śmierci przewodniczący Zarządu Gosstracha. Pochowany na Cmentarzu Nowodziewiczym.